# ドクター・キャピタル
ドクター・キャピタル（Dr. Capital）はシンガーソングライター、ギタリスト、音楽教育者、YouTuber、著作者。

## 概要
アメリカ出身大阪在住ギタリスト、シンガーソングライター。音楽博士号を持ち、南カリフォルニア大学、北テキサス大学、MI Hollywoodなど名門の教壇に立つプロフェッサー。オリジナルアーティストとしてさまざまな音楽活動を継続。JPOP、洋楽、ブラジル音楽のヒット曲の解説とカバーをするミュージシャン、教育者、YouTuberである。
現在新曲「Jumping John」をリリース。以前は、「School Bus」、「You Are Love」、「Floats on Flat Tires」などソロリリース。
テレビでは「世界一受けたい授業」「ミュージック・ステーション」「関ジャム 完全燃SHOW」「YOUは何しに日本へ?」「NHKもっと四国音楽祭」などにも出演。
近年では、ドクターキャピタルとしてJPOPでは絢香や中孝介、Maia Hirasawaのサポートを務め、他にも沢山のアーティストとライブ共演経験がある（佐藤竹善、友近、STU48、島津亜矢、三山ひろし、鈴木雅之、中山美穂、古川昌義、塩谷哲、サラ・オレイン、他）。アンジェラ・アキと共作した楽曲「赤いライフジャケット」もリリースしている。現在放送中のNHK四国のキャンペーンテーマソング「ふるさとの色」の編曲、演奏も手掛けた。
以前ではエレクトロニカ・ギタリスト"Capital"としてShing02 Terracotta Troupeのメンバーとして、またケン・イシイ、DJ Nozawa、DJ Akakabe、DJ $hin、Del Tha Funkee Homosapien、Cosinerのレコーディングにも参加。自身のアルバムとしてはweather reportのメンバー、Peter Erskineのプロデュースによりブラジル音楽バンドBossa Zuzuのリード歌手とギタリストとして二枚リリース。
また、誰もが知る日本の名曲を取り上げながら、コード進行など楽曲の優れたポイントをわかりやすく解説する“J-POPカバー講座”をYouTubeにて配信をスタート。自身のライブでも欠かせない定番のコーナーとなっている。

## 人物・来歴
1974年アメリカ、オレゴン州ポートランド生まれ。幼少期よりギターを弾き始める。
10歳の時、ロサンゼルスにある伝統的な野外音楽堂ハリウッド・ボウルへ、家族でクラシック音楽のコンサートを聴きに出かけた時、ロサンゼルス・フィルハーモニックの奏でるシンフォニーに深く感動した。映画『バック・トゥ・ザ・フューチャー』、主人公のマーティー演じるマイケル・J・フォックスが〈ジョニー・B・グッド〉を演奏するシーンを観てあまりの格好良さに衝撃を受ける。彼が我を忘れたかのように音楽に入り込んでいる様子に大いに共感し、ギターを始めるきっかけとなる。
13歳からクラシックギターを習い始める。
実家では色々な国から学生のホームステイを受け入れていた中、中学生の頃に初めて日本から訪れた一人からJ-POPを教えてもらう。より深いコミュニケーションを取りたいという思いから、高校で日本語のクラスを選択し、その後大学でも日本語の勉強を続けて、1996年 の3年生の時に早稲田大学国際部に留学する。日本語、日本の文学、美術や音楽を学ぶその頃に出会った曲が彼のJ-POPに関する原体験となっており、当時流行していた曲は未だに特別に好きであると語っている。
1997年に南カリフォルニア大学で日本の音楽、言語、文化に焦点を当てた論文を書いて卒業した。その後、カリフォルニア大学バークレー校で大学院に通っている時に日本人ヒップホップMCのShing02と出会う。ギタリスト兼レコーディングエンジニアとしてShing02と一緒に音楽制作していた。日本全国ツアーやFUJI ROCK FESTIVAL等にも参加した。
1999年バークレーでJ-POPの専門家として民族音楽学の修士を取得する。その際、ブラジル音楽を愛するドラマーと出会い、ボサノヴァを聴くようになった。
1997年の後半から2004年頃までサンフランシスコ周辺に住んでロックバンドでも活動していた。
2011年に南カリフォルニア大学ソーントン音楽学校（USC Thornton School of Music）で音楽博士号（D.M.A.）を取得する。専門として、ギター演奏、音楽教育、レコーディングとジャズ研究の科目である。
2014年から2018年まで同大学の教壇に立った。その後はポピュラー音楽、商業音楽の助教授として、北テキサス大学で教授を務めた。

## ディスコグラフィー

### Dr. Capital

#### EP
1. 「You Are Love」(2017)
2. 「School Bus」(2018)
3. 「Jumping John」(2024)

#### その他
1. 「Disney Magical Pop Christmas」(2016) ※"きよしこの夜"でギタリスト、ヴォーカリストと編曲家として参加
2. SING LIKE TALKING -「Child In Time」（2021）※英語詞の作詞として参加
3. 中孝介 -「声をきかせて」（2022）※ギタリストと編曲家として参加

### capital
1. 「靉/楸-ai/hisagi-」(2003) ※Capital + DJ Nozawa名義
2. 「Rain or Shine」(2004) ※Capital + DJ Nozawa名義
3. 「FLOATS ON FLAT TIRES」(2011)
4. 「Miracle Woman (el_der Remix)」(2012)

#### その他
1. DJ $hin + Shing02 - 「Pearl Harbor / Japonica」(1998）※ギタリストとして参加
2. Shing02 - 「緑黄色人種」 (1999）※ギタリストとして参加
3. Shing02 - 「別冊 緑黄色人種」（インスト集）※ギタリストとして参加
4. DJ Nozawa - 「Memory of The Future」(2007）※ギタリストとして参加

### Bossa Zuzu
Dr. Capitalがギターとリード・ヴォーカルとして参加するボサノヴァバンド
1. 「Under Leaves Under Sky」(2014)
2. 「Bossa Zuzu」(2012)

## 著書

### 書籍
1. 『ヒット曲のリズムの秘密』（新書、集英社インターナショナル、2022年）[8][13]

### 記事
1. 『ビートルズらしさの秘密』（記事、kotoba 2021 Summer Issue No.44、集英社、2021年）[14][15]

### 連載コラム
1. 『アコギで音楽理論講座』第1回 メロディ pt. 1[16]
2. 『アコギで音楽理論講座』第2回 メロディ pt. 2[17]
3. 『アコギで音楽理論講座』第3回 メロディ pt. 3[18]
4. 『アコギで音楽理論講座』第4回 ハーモニー pt. 1: トライアド[19]
5. 『アコギで音楽理論講座』第5回 ハーモニー pt. 2: セブンス・コード[20]
6. 『アコギで音楽理論講座』第6回 ハーモニー pt. 3: 分数コード[21]
7. 『アコギで音楽理論講座』第7回 ハーモニー pt. 4: セブンスの分数コード[22]
8. 『アコギで音楽理論講座』第8回 リズム pt. 1 [23]
9. 『アコギで音楽理論講座』第9回 リズム pt. 2 [24]
10. 『アコギで音楽理論講座』第10回 7つのモードの表現力の練習法 [25]
11. 『アコギで音楽理論講座』第11回 コードのエキステンション [26]
12. 『アコギで音楽理論講座』第12回 コード進行に沿ったメロディの作り方 [27]
13. 『アコギで音楽理論講座』第13回 ハーモニック・マイナーとフリジアン・ドミナント [28]
14. 『アコギで音楽理論講座』第14回 セカンダリー・ドミナント [29]
15. 『アコギで音楽理論講座』第15回 クロマティック・ミディアント [30]
16. 『アコギで音楽理論講座』第16回 モーダル・インターチェンジ [31]
17. 『アコギで音楽理論講座』第17回 特別編「Jumping John」 [32]
18. 『アコギで音楽理論講座』第18回 メロディック・マイナー [33]

## YouTubeの配信リスト：JPOPの解説とカバー動画
| 曲名                                                                                            | アーティスト                 | 出演者                             | 配信日     |
| ----------------------------------------------------------------------------------------------- | ---------------------------- | ---------------------------------- | ---------- |
| トランジスタ・ラジオ                                                                            | RCサクセション               | Dr. Capital                        | 2017/07/02 |
| ポリリズム                                                                                      | Perfume                      | Dr. Capital                        | 2017/09/04 |
| KARATE                                                                                          | BABYMETAL                    | Dr. Capital                        | 2017/11/03 |
| 女々しくて                                                                                      | ゴールデンボンバー           | Dr. Capital                        | 2017/11/12 |
| Love So Sweet                                                                                   | 嵐                           | Dr. Capital                        | 2017/11/18 |
| 恋するフォーチュンクッキー                                                                      | AKB48                        | Dr. Capital                        | 2017/12/18 |
| ただ泣きたくなるの                                                                              | 中山美穂                     | Dr. Capital                        | 2018/06/18 |
| Follow Me                                                                                       | E-Girls                      | Dr. Capital                        | 2018/07/06 |
| きゃりーANAN                                                                                    | きゃりーぱみゅぱみゅ         | Dr. Capital                        | 2018/08/20 |
| Woman〜Wの悲劇より                                                                              | 薬師丸ひろ子                 | Dr. Capital & Tomi                 | 2018/09/17 |
| Lemon                                                                                           | 米津玄師                     | Dr. Capital                        | 2018/10/07 |
| ヒラヒラヒラク秘密ノ扉                                                                          | チャットモンチー             | Dr. Capital                        | 2018/10/28 |
| 北酒場                                                                                          | 細川たかし                   | Dr. Capital & Ittoku               | 2018/12/14 |
| 恋                                                                                              | 星野源                       | Dr. Capital                        | 2019/02/11 |
| マリーゴールド                                                                                  | あいみょん                   | Dr. Capital                        | 2019/02/22 |
| USA                                                                                             | DA PUMP                      | Dr. Capital                        | 2019/04/17 |
| 新宝島                                                                                          | サカナクション               | Dr. Capital                        | 2019/05/13 |
| Memorial                                                                                        | King & Prince                | Dr. Capital                        | 2019/05/27 |
| やさしさに包まれたなら                                                                          | 松任谷由実                   | Dr. Capital & Tomi                 | 2019/07/18 |
| にじいろ                                                                                        | 絢香                         | Dr. Capital                        | 2019/08/28 |
| アイノカタチ                                                                                    | MISIA feat. Hide             | Dr. Capital                        | 2019/10/27 |
| チェリー                                                                                        | スピッツ                     | Dr. Capital                        | 2019/11/26 |
| Behind The Mask                                                                                 | Yellow Magic Orchestra (YMO) | Dr. Capital                        | 2019/12/21 |
| 風の谷のナウシカ                                                                                | 安田成美                     | Dr. Capital                        | 2020/01/04 |
| TOMORROW                                                                                        | 岡本真夜                     | Dr. Capital                        | 2020/02/02 |
| Pretender                                                                                       | Official髭男dism             | Dr. Capital                        | 2020/02/22 |
| 大阪 LOVER                                                                                      | Dreams Come True             | Dr. Capital                        | 2020/03/23 |
| 白日                                                                                            | King Gnu                     | Dr. Capital                        | 2020/07/11 |
| エイリアンズ                                                                                    | キリンジ                     | Dr. Capital & Stevie               | 2020/07/26 |
| 名もなき詩                                                                                      | Mr. Children                 | Dr. Capital                        | 2020/09/25 |
| LOVE LOVE SHOW                                                                                  | THE YELLOW MONKEY            | Dr. Capital                        | 2020/10/1  |
| ふるさとの色                                                                                    | アンジェラ・アキ             | Dr. Capital                        | 2020/11/03 |
| 前前前世                                                                                        | RADWIMPS                     | Dr. Capital                        | 2020/11/30 |
| Jump                                                                                            | Van Halen                    | Dr. Capital & Stevie               | 2021/01/01 |
| 宿命                                                                                            | Official髭男dism             | Dr. Capital & Makana               | 2021/01/10 |
| 何なんw                                                                                         | 藤井風                       | Dr. Capital                        | 2021/02/08 |
| BON DANCE                                                                                       | millennium parade            | Dr. Capital                        | 2021/03/14 |
| 夜に駆ける                                                                                      | YOASOBI                      | Dr. Capital & Stevie               | 2021/05/16 |
| Child in Time                                                                                   | SING LIKE TALKING            | Dr. Capital                        | 2017/07/02 |
| AUTOMATIC                                                                                       | 宇多田ヒカル                 | Dr. Capital                        | 2021/08/27 |
| Happier Than Ever                                                                               | Billie Eilish                | Dr. Capital                        | 2021/09/23 |
| Cry Baby                                                                                        | Official髭男dism             | Dr. Capital                        | 2021/12/10 |
| 若者のすべて                                                                                    | フジファブリック             | Dr. Capital                        | 2022/01/19 |
| 踊り子                                                                                          | Vaundy                       | Dr. Capital                        | 2022/04/14 |
| シンデレラボーイ                                                                                | Saucy Dog                    | Dr. Capital & Stevie               | 2022/06/09 |
| STAY TUNE                                                                                       | Suchmos                      | Dr. Capital, Stevie & Quincy Davis | 2022/06/30 |
| 愛をこめて花束を                                                                                | Superfly                     | Dr. Capital                        | 2022/10/24 |
| ばらの花                                                                                        | Quruli /くるり               | Dr. Capital & Gustavo              | 2022/11/06 |
| プレイバック part 2                                                                             | 山口百恵                     | Dr. Capital & Kyle Crane           | 2022/12/08 |
| 忘れられないの                                                                                  | サカナクション               | Dr. Capital, Stevie & Crane        | 2023/01/03 |
| 美しい鰭                                                                                        | スピッツ                     | Dr. Capital                        | 2023/08/13 |
| ダンスホール                                                                                    | Mrs. GREEN APPLE             | Dr. Capital & Stevie               | 2023/12/31 |
| LA ・LA・LA LOVE SONG with Naomi Campbell 解説 LA ・LA・LA LOVE SONG with Naomi Campbell カバー | 久保田利伸                   | Dr. Capital                        | 2024/04/14 |
| 花 解説 花 カバー                                                                               | 藤井風                       | Dr. Capital                        | 2024/05/19 |
| DOWNTOWN BOY 解説 DOWNTOWN BOY カバー                                                           | 松任谷由実                   | Dr. Capital & Stevie               | 2024/10/27 |
| リンダ リンダ 解説 リンダ リンダ カバー                                                         | THE BLUE HEARTS              | Dr. Capital                        | 2025/4/17  |
| 島唄 解説 島唄 カバー                                                                           | THE BOOM                     | Dr. Capital                        | 2025/7/20  |

## 出演
テレビ
- 名盤ドキュメント　テレサ・テン生誕70年ベスト　アジアの歌姫は何を歌ったのか（2024年12月14日、NHKBS）
- あさイチ（2024年5月10日、NHK総合）
- みんなの四国文化祭2023（2023年10月8日、NHK四国テレビ）
- 世界一受けたい授業2時間SP （2022年12月17日、日本テレビ）
- もっと四国音楽祭2022（2022年10月28日、NHK四国テレビ）
- もっと四国音楽祭2021（2021年10月29日、NHK四国テレビ）
- もっと四国音楽祭2020 （2020年10月23日、NHK四国テレビ）
- もっと四国音楽祭2019 （2019年10月18日、NHK四国テレビ）
- もっと四国音楽祭2018 （2018年10月5日、NHK四国テレビ）
- 関ジャム 完全燃SHOW 【外国人が見た ここが変!だけどスゴい!J-POP】（2018年4月1日、テレビ朝日）
- YOUは何しに日本へ?【祝200回!】 （2017年12月18日、テレビ東京）
- 「ミュージックステーション」（2017年11月3日、テレビ朝日）

ラジオ
- まつもと日和（2025年3月11日、エフエムまつもと）
- T-Joint（2025年2月26日、2025年3月19日、エフエム徳島）
- FM FESTIVAL 2024 竹内まりや 45th Anniversary Special～まりやとわたしのPrecious Words～ ゲスト出演（2024年11月4日、TOKYO FM）
- Blue Ocean（2024年9月9日、TOKYO FM）
- 山崎怜奈の誰かに話したかったこと。（2023年5月18日、2023年6月26日、2023年12月25日、2024年2月28日、2024年4月3日、2024年7月22日、2025年2月19日、TOKYO FM）
- 福島のぶひろの、金曜でいいんじゃない? (2023年3月10日、2023年4月14日、2023年5月12日、2024年2月23日、2024年7月19日、MBSラジオ)
- Dr.Capitalのツボやねん！(2023年1月22日、MBSラジオ)
- UNITE 2NIGHT(2021年7月6日、FM Yokohama)
- 松任谷正隆の…ちょっと変なこと聞いてもいいですか？（2020年3月27日、TOKYO FM）
- DJ 清水　宏香（2018年9月13日、FM Tokushima）
- ラジアップ Friday（2012年9月21日、2016年6月3日、2018年7月13日、FM FUKUI）

ポッドキャスト
- Making music in Japan with @DrCapital  || Stories from Japan Podcast Ep.17（2023年6月17日、Fish & Rice）
- Deconstructing J-pop with Jonathan "Dr. Capital" Patterson, Episode19 (2019年8月15日、Japan Station: A Podcast About Japan by JapanKyo.com)
- All Strings Considered, Episode 29 - Capital（2014年3月14日、Scott Wolf）